# René Dreyfus
Pour les articles homonymes, voir Dreyfus.

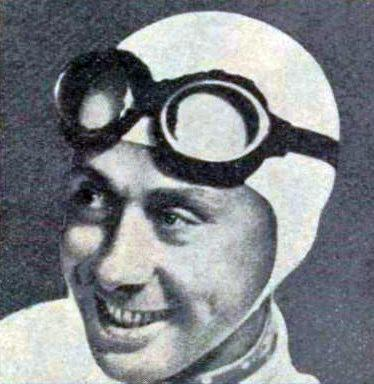
René Dreyfus en 1938.

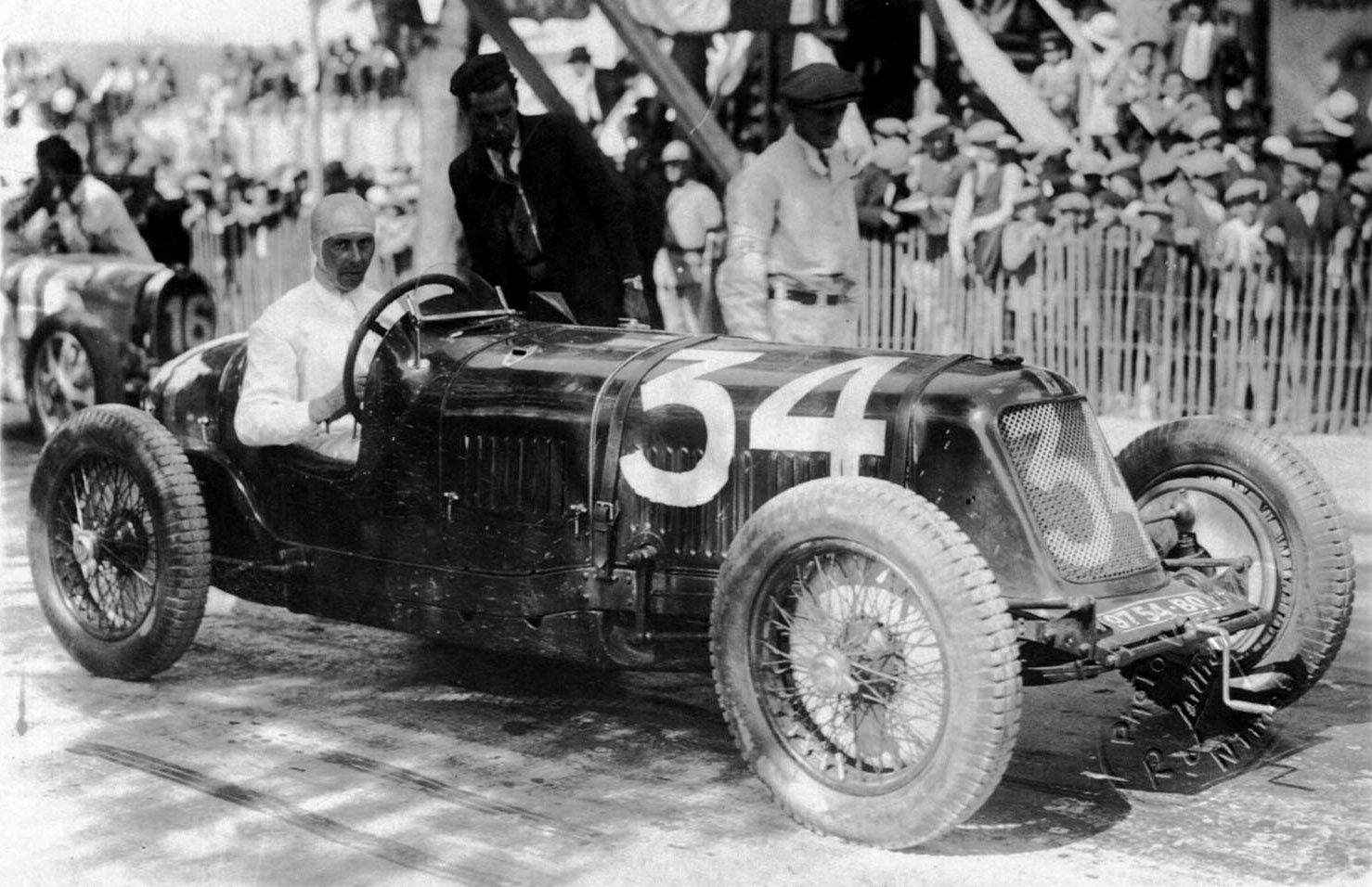
René Dreyfus au Grand Prix de Nîmes 1932.

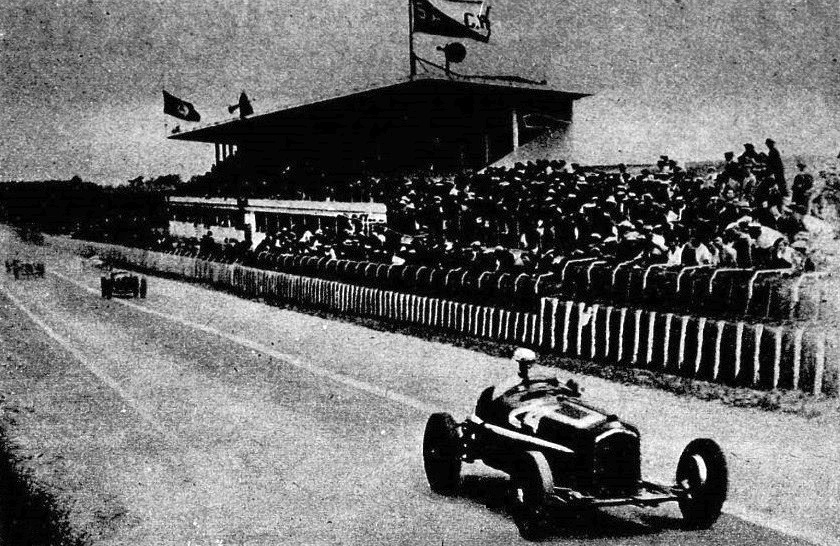
Dreyfus vainqueur du Grand Prix de la Marne 1935 à Reims, sur Alfa Romeo.

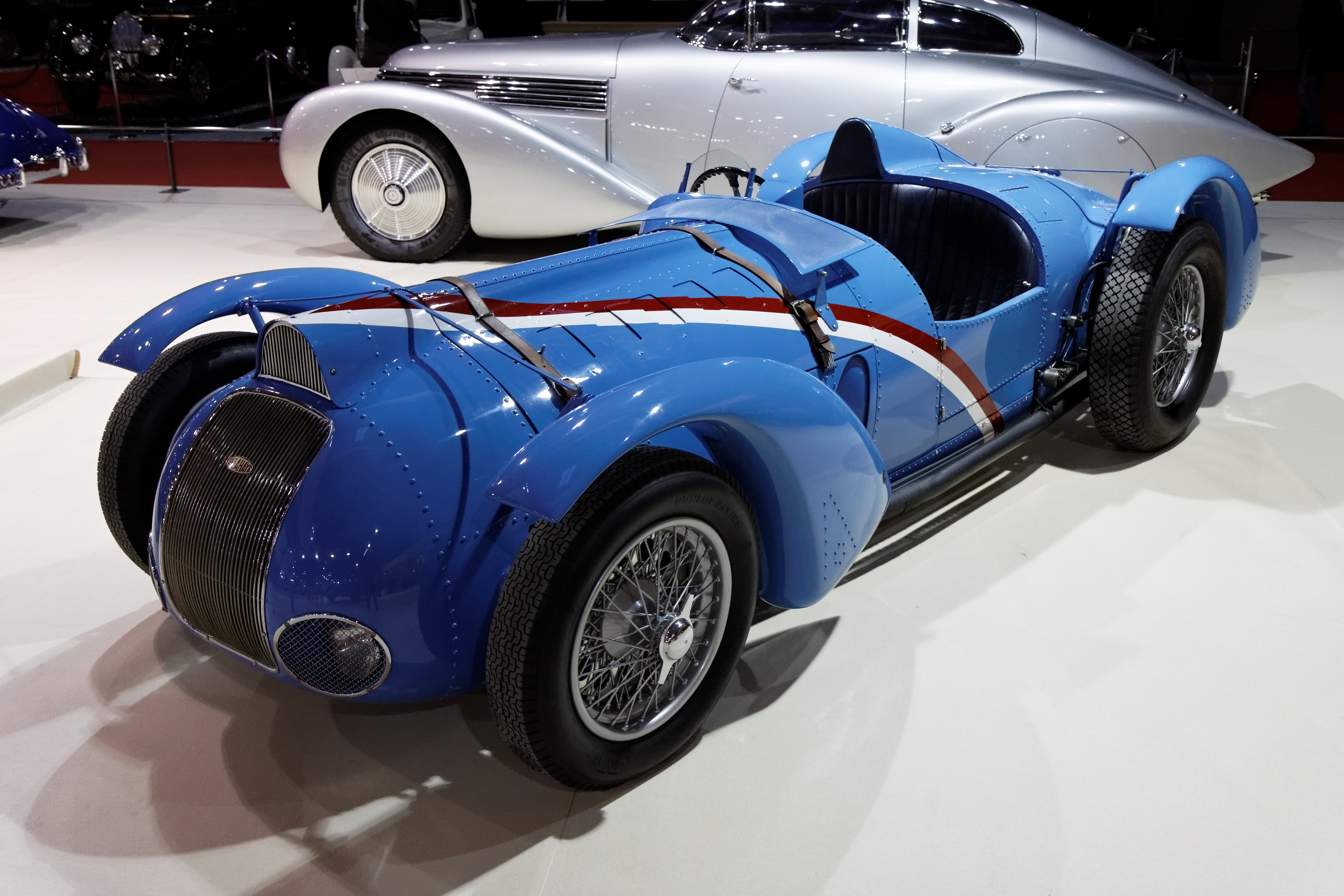
Une Delahaye Type 145 « Grand Prix » de 1937.

René Dreyfus, né le 6 mai 1905 à Nice et mort le 16 août 1993 lors d'une intervention chirurgicale à New York, est un pilote automobile français, sur circuits et en courses de côte.

## Biographie
Sa carrière en compétition s'est étalée de 1924 (au Circuit des Gattières sur Mathis 6CV, alors sous la protection d'Ernest Friderich) à 1938, avant qu'il n'émigre aux États-Unis juste avant la Seconde Guerre mondiale pour ouvrir alors un restaurant new-yorkais. Il fut pilote officiel Maserati en 1931, puis Bugatti en 1932 et 1933, avant de passer chez Ferrari (pour 1935 deuxième à Pau et Monaco, avant de l'emporter à Reims et à Dieppe). En janvier 1937, il participe au rallye Monte Carlo; cinq mois plus tard, le 13 juin, il participe et gagne à Florence le premier prix du « Gran Premio 1500 » au volant d'une Maserati.
Le 27 août 1937, il bat dès sa première tentative le record de vitesse du circuit de Montlhéry au volant de la sa Delahaye Type 145 « Grand Prix » avec une moyenne de 146,654 km/h sur 200 km, et gagne ainsi le million de francs offert par le Front populaire et l’Automobile Club de France pour aider les constructeurs automobiles nationaux à financer le développement de voitures de Grand Prix performantes pour les saisons 1938, 1939 et 1940. En 1938, il est champion de France des circuits.
Cette même année, il remporte le grand prix de Pau, non retenu pour le championnat, en devançant la toute nouvelle Mercedes W154 de Rudolf Caracciola et Hermann Lang qui a dû s'arrêter pour ravitailler et changer d'équipier. 
Après un bref passage dans les rangs de l'armée française en 1939, il peut ainsi partir disputer avec l'écurie franco-américaine Lucy O'Reilly Schell les 500 miles d'Indianapolis en 1940, associé à René Le Bègue : les deux hommes terminent dixièmes sur Maserati (Le Bègue 100 tours, Dreyfus 92, car contraint à l'abandon et ne pouvant achever les 8 dernières boucles sous la pluie alors que la course est neutralisée). À l'arrivée des troupes allemandes dans Paris, il rejoint cette fois l'armée américaine.
De 1945 à 1952, il tient son premier restaurant avant un retour en France durant un an, puis il revient à New York pour inaugurer « Le Chanteclair », implanté au 18 East 49th street de Madison Avenue (Manhattan - NY).
Après son décès en 1993 à 88 ans au New York Hospital, lui survivent son frère Maurice et sa sœur Suzanne. 
Dreyfus ne doit pas être confondu avec Pierre Louis-Dreyfus (dit « Heldé » en course) (1908-2011), autre pilote automobile des années 1930.

## Principales victoires
- Grand Prix automobile de Dieppe:  1929 (Bugatti) et 1935 (Alfa Romeo P3)
- Course de côte du Domaine de Rothchild (Grasse): 1929 (Bugatti T37A, chez le Baron Henri de Rothschild, lui-même ancien pilote et directeur d'équipe)[3]
- Course de côte des Alpilles : 1929 (Bugatti 1,5 l)
- Grand Prix automobile de la Marne : 1930 (Bugatti T35B) et 1935 (Alfa Romeo P3)
- Grand Prix automobile de Monaco: 1930 (Bugatti)
- Circuit d'Esterel Plage: 1930 (Bugatti)
- Course de côte Nice - La Turbie: 1930 (Bugatti T35B)
- Course de côte du Griffoulet (Toulouse): 1930 (Bugatti T35B)
- Course de côte de la Mi-Corniche (Monaco): 1930 (Bugatti T35B)
- Course de côte de la Moyenne Corniche (Nice): 1930 (Bugatti T35B)
- 8 Heures d'Algérie: 1931 (Maserati 8C, avec pour équipier Carlo Castelbarco)
- Grand Prix de Brignoles: 1931 (Bugatti)
- Grand Prix automobile de Belgique: 1934 (Bugatti)
- Course de côte Nice - La Turbie : 1934 (Bugatti T53 - 4RM)
- Grand Prix automobile de Tripoli 1937 (classe Voiturettes)
- Grand Prix de Florence: 1937 (classe Voiturettes)
- Grand Prix automobile de Pau: 1938 (Delahaye 145)
- Grand Prix international de Cork: 1938 (Delahaye 145)[4]
- Course de côte Nice - La Turbie: 1938, en catégorie Sport sur Delahaye pour l'Écurie bleue[5]

## Titre
- Vainqueur du Championnat des Conducteurs français en septembre 1938, sur Delahaye de l'Écurie Bleue de Lucy Schell[6] (épreuves retenues entre avril et août : Grand Prix de Pau, Grand Prix de Tunisie, Bol d'Or, 3 Heures de Marseille, Grand Prix de Picardie, 24 Heures du Mans, Grand Prix de l'ACF, Grand Prix du Comminges, Côte de La Turbie, et Grand Prix de La Baule).

## Résultats au Championnat d'Europe des pilotes
| Saison | Écurie                      | Voiture    | Course | Course  | Course  | Course | Course | Course | Course | Classement  | Points inscrits |
| Saison | Écurie                      | Voiture    | 1      | 2       | 3       | 4      | 5      | 6      | 7      | Classement  | Points inscrits |
| ------ | --------------------------- | ---------- | ------ | ------- | ------- | ------ | ------ | ------ | ------ | ----------- | --------------- |
| 1931   | Écurie privée               | Maserati   | ITA Np | FRA 8e  | BEL Np  |        |        |        |        | 15e         | 20              |
| 1932   | Écurie privée               | Bugatti    | ITA 5e | FRA 5e  | ALL 4e  |        |        |        |        | 4e          | 14              |
| 1935   | Scuderia Ferrari            | Alfa Romeo | MON 2e | FRA Np  | BEL 4e  | ALL Np | SUI 7e | ITA 2e | ESP Np | 5e          | 36              |
| 1936   | Scuderia Ferrari            | Alfa Romeo | MON Np | ALL Abd | SUI Abd | ITA 4e |        |        |        | 10e ex æquo | 24              |
| 1938   | Écurie Bleue                | Delahaye   | FRA Np | ALL 5e  | SUI 8e  | ITA Np |        |        |        | 9e ex æquo  | 24              |
| 1939   | Écurie Lucy O'Reilly Schell | Delahaye   | BEL Np | FRA 7e  | ALL 4e  |        |        |        |        | 6e ex æquo  | 20              |
| 1939   | Écurie Lucy O'Reilly Schell | Maserati   |        |         |         | SUI 8e |        |        |        | 6e ex æquo  | 20              |

Légende (1931 / 1935-1939)
- Vainqueur : 1 point
- Deuxième : 2 points
- Troisième : 3 points
- Quatrième ou complété à plus de 75 % : 4 points
- Complété entre 50 et 75 % : 5 points
- Complété 25 et 50 % : 6 points
- Complété à moins de 25 % : 7 points
- N'a pas participé (np) : 8 points
- Disqualifié (dsq) : 8 points
- En gras : pole position
- En italique : meilleur tour en course
- * : voiture partagée

Légende (1932)
- Vainqueur : 1 point
- Deuxième : 2 points
- Troisième : 3 points
- Quatrième : 4 points
- Cinquième : 5 points
- Autre partant : 6 points
- Disqualifié (dsq) : 6 points
- N'a pas participé (np) : 7 points
- En gras : pole position
- En italique : meilleur tour en course
- * : voiture partagée

## Galerie photos

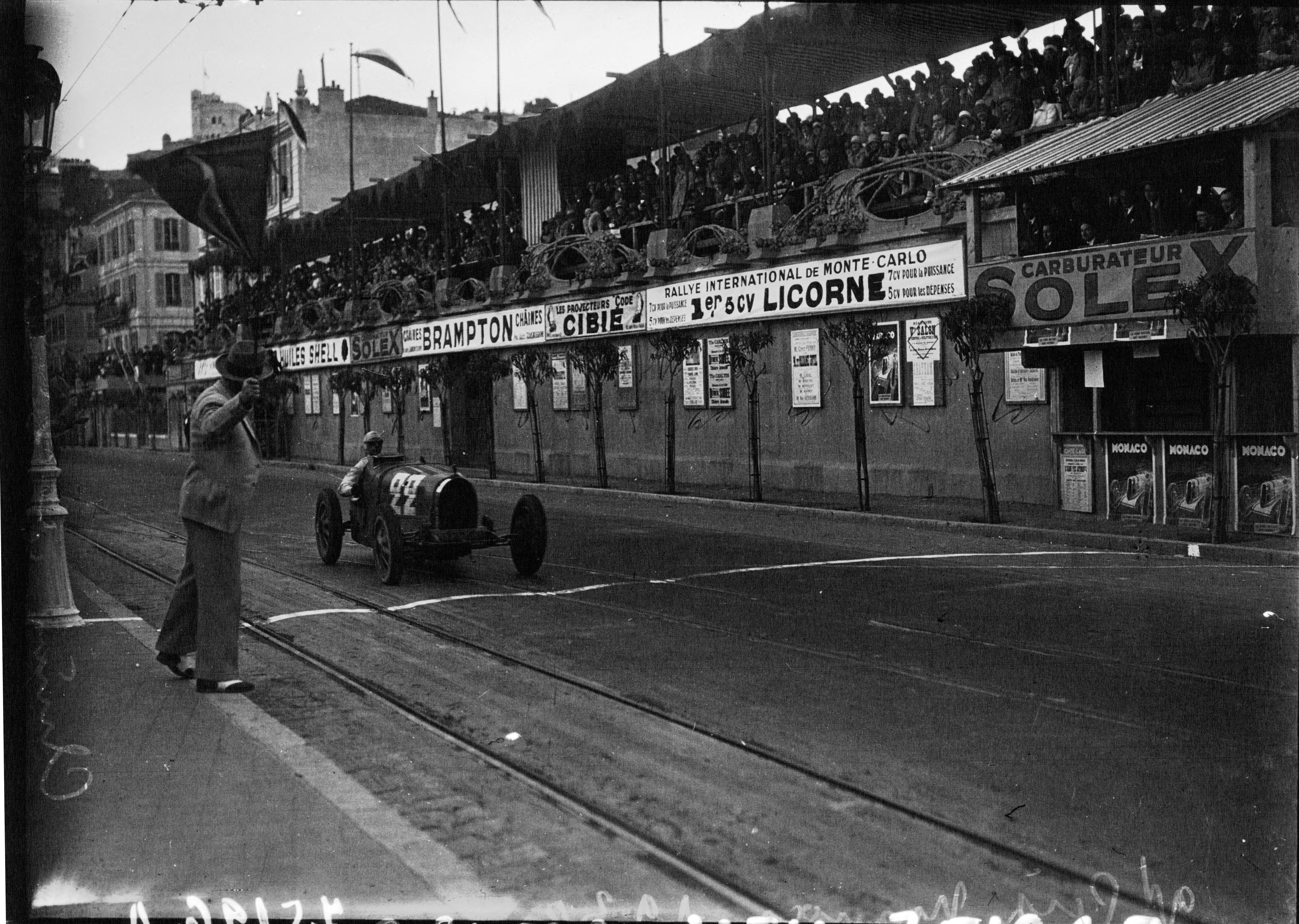
Vainqueur à Monaco en 1930.
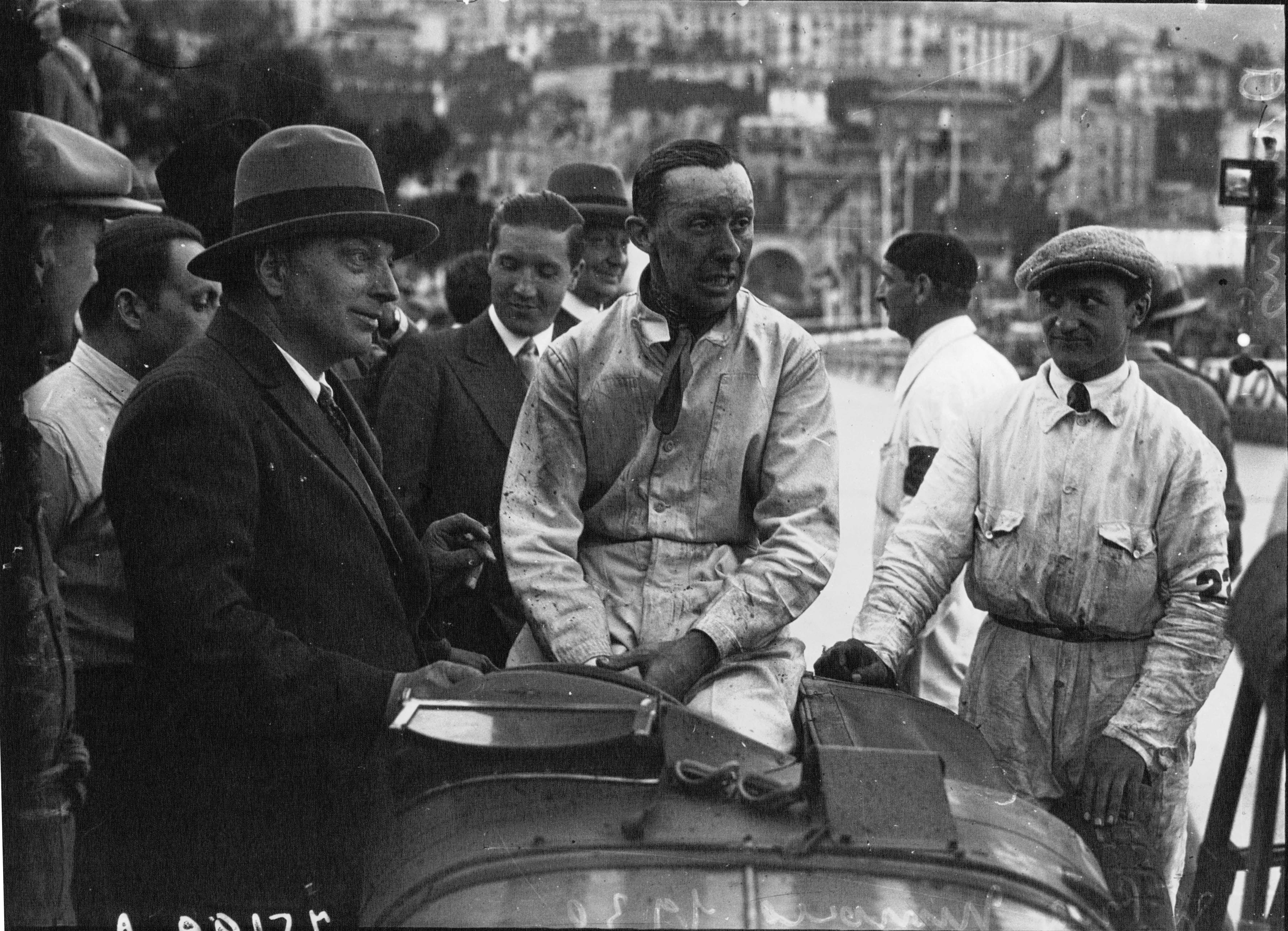
… et ici après l'arrivée monégasque.
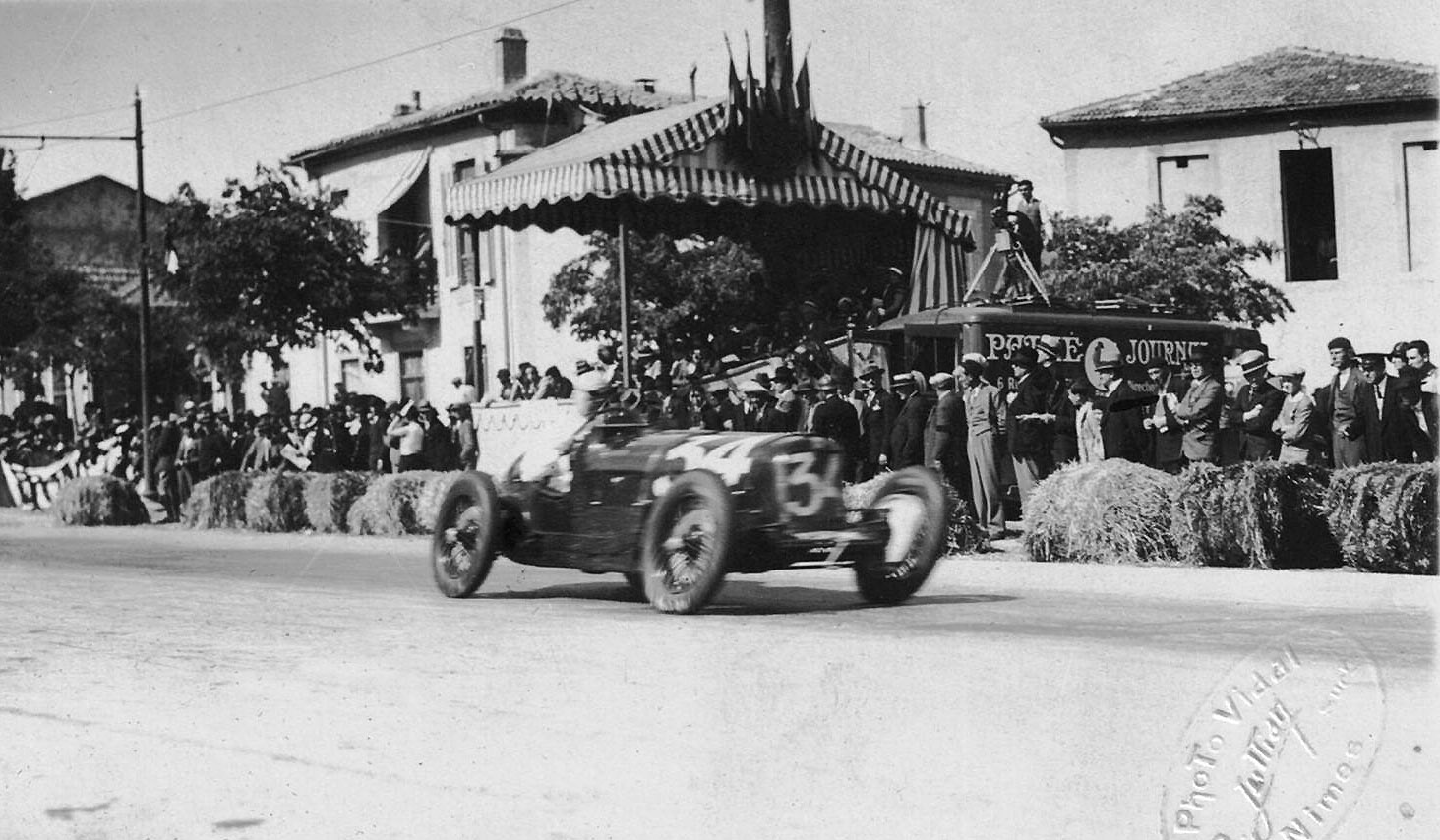
Sur Maserati 26M.
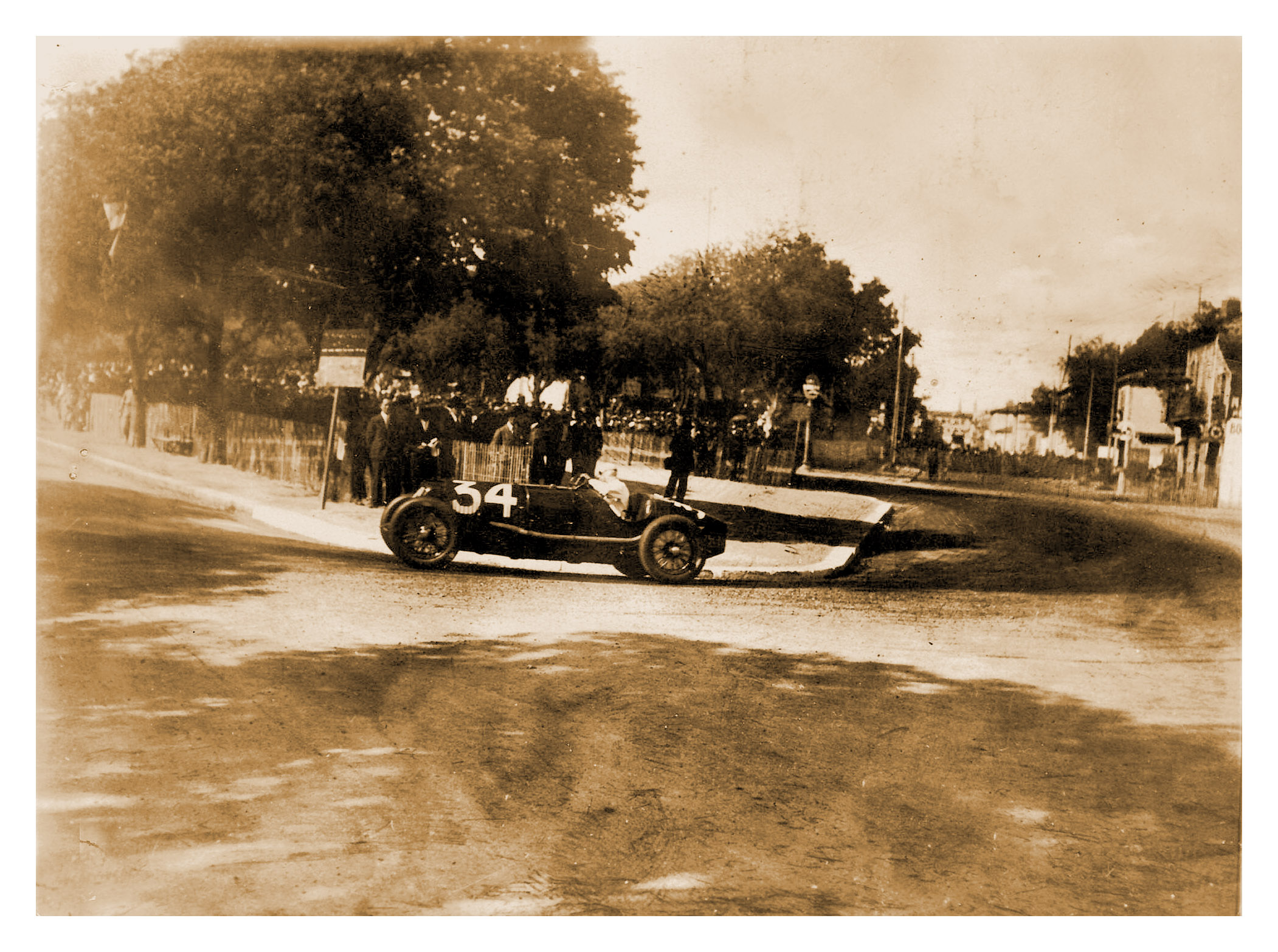
À Nîmes en 1932.
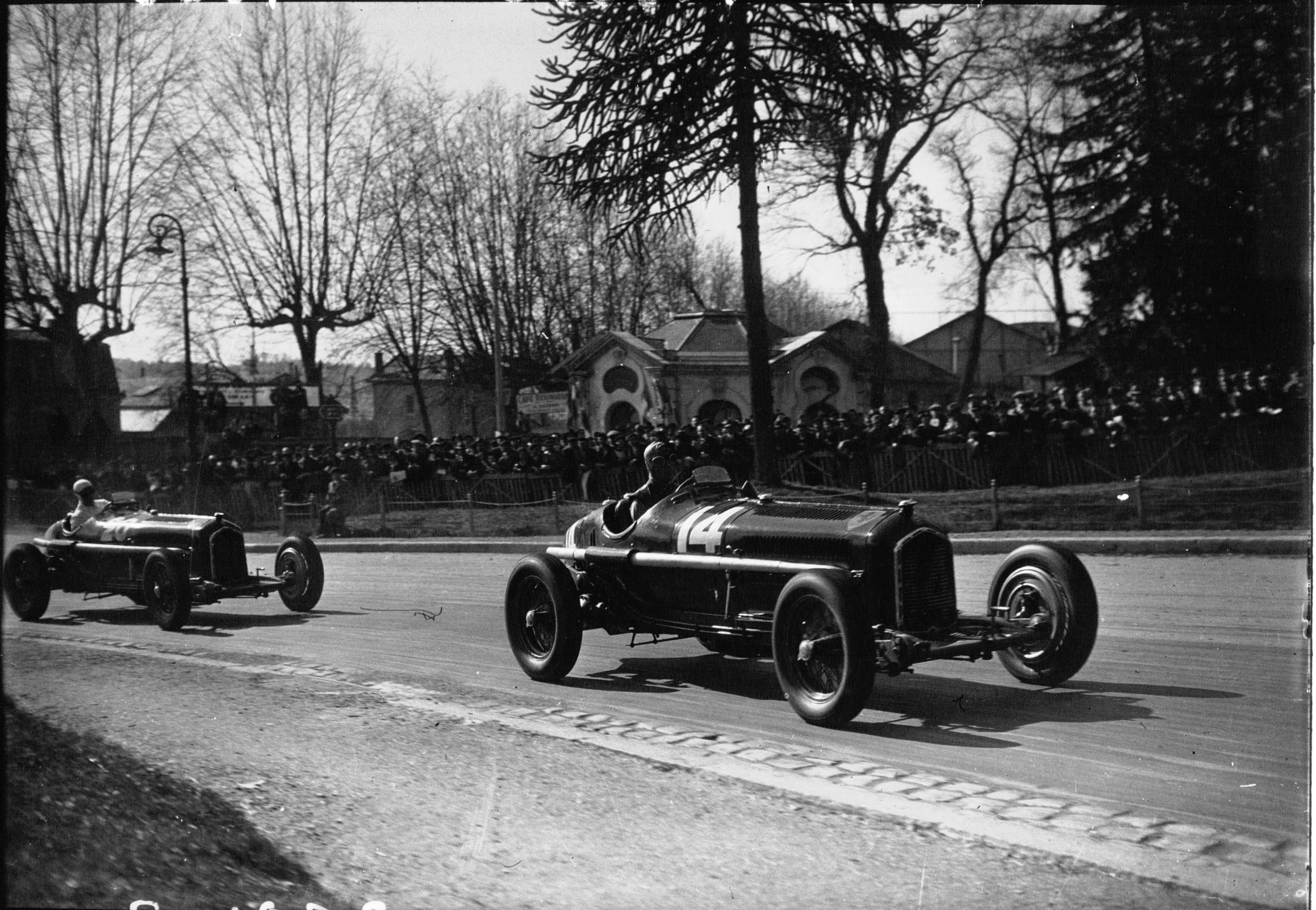
Grand Prix de Pau en 1935 (derrière Tazio Nuvolari, tous deux sur Alfa Romeo Tipo B 2,9 l de la Scuderia Ferrari).
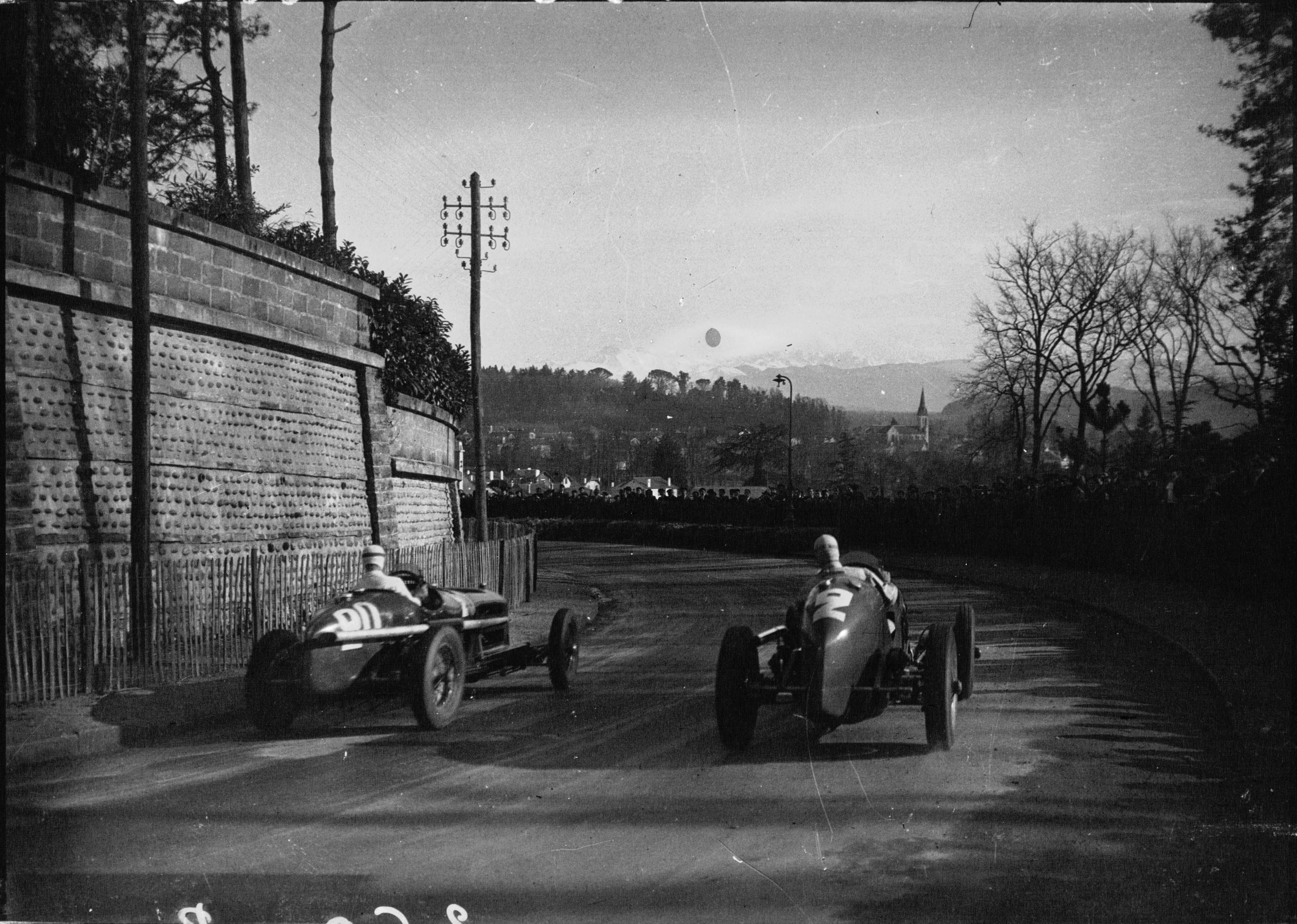
Robert Brunet (Maserati 8CM 3,0 l), et Dreyfus à la corde (Alfa Romeo Tipo B) (Pau 1935).
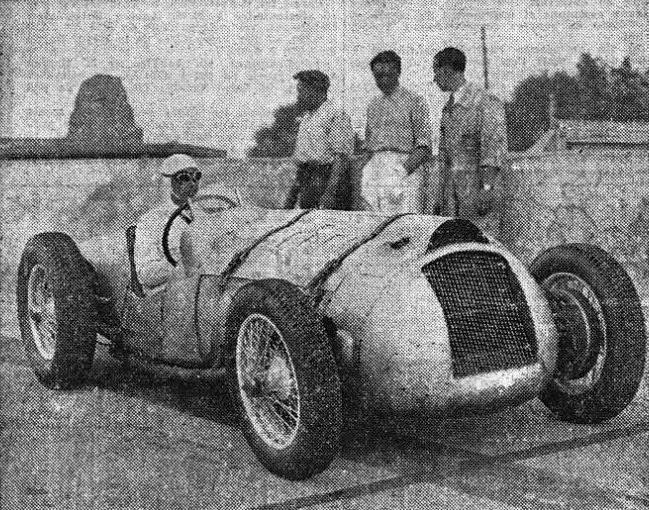
René Dreyfus vainqueur du million de francs du Fonds de course le 27 août 1937 à Montlhéry, sur Delahaye Type 145.

## Anecdote
- « L'arbre Dreyfus » du circuit du Comminges était un petit arbre ainsi nommé car il fut violemment percuté par Dreyfus lors d'une course. Exposé au soleil, il lui arrivait de protéger par son ombrage, jusqu'à une trentaine de personnes, lors des grands évènements en piste[7].

## Distinction

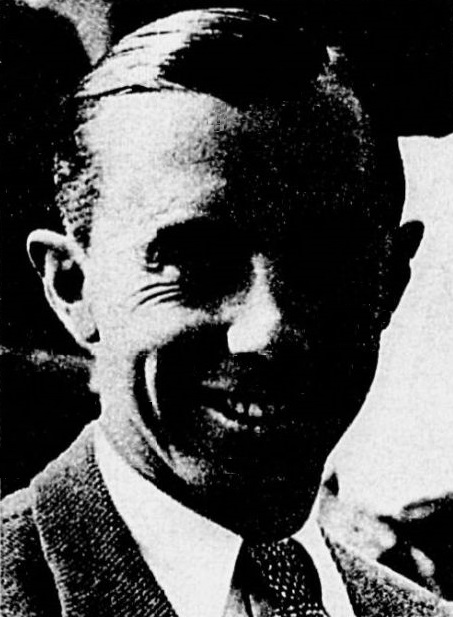
René Dreyfus en 1935.

- Chevalier de la Légion d'Honneur au début des années 1960, par le Président Charles de Gaulle[8].